# Телазии
Телазиите (Thelazia) са род паразитни кръгли червеи, които нападат очите и съседните тъкани при птици и бозайници, включително и хората. Те са наричани очни паразити, а заболяванията, които предизвикват се наричат с общото наименование телазиози. Възрастните паразитират по конюнктивата, слъзните жлези, слъзните канали, а така също и под третия клепач. В някои случаи те паразитират и в очната ябълка под конюнктивата или в стъкловидното тяло.

## Жизнен цикъл
Всички видове телазии имат междинни гостоприемници мухи от род Diptera. Мухите се хранят със сълзи и по този начин разпространяват паразитите на други гостоприемници. При поглъщането им в мухите попадат и ларвите на паразитите. В мухата пробиват стената на червата и попадат в коремната празнина и от там в яйчния фоликул. Тук за около 18 дена се развиват до инвазиоспособен стадий. Инвазиоспособните ларви мигрират до хобота на мухата и при кацане върху нов гостоприемник попадат на него. Обикновено това е в областта на клепачите. Възрастните живеят от няколко месеца до година.

## Епизоотология
Разпространението на телазиите в Европа има сезонен характер. Проявява се от края на юни до началото на септември. Свързано е и с активния летеж на мухите междинни гостоприемници.

## Патогенеза
Видовете телазии предизвикват конюнктивити. Съпроводени са със силен сърбеж в областта на очите. Сълзотечението се увеличава, а ексудата се променя от серозен до гноен. Корнеята потъмнява и често се пробива. Нерядко опаразитяването води до пълно ослепяване на крайните гостоприемници.

## Видове
- Thelazia anolabiata (Molin, 1860)
  - Крайни гостоприемници: Андски скален петел (Rupicola peruviana) и редица бразилски видове птици[3]
  - Междинни гостоприемници: Неизвестен
  - Разпространение: Южна Америка

- Thelazia bubalis (Ramanujachari and Alwar, 1952)
  - Крайни гостоприемници: бивол
  - Междинни гостоприемници: Неизвестен
  - Разпространение: Индия

- Thelazia californiensis (Price, 1930)
  - Крайни гостоприемници: кучета (Canis familiaris), котки (Felis catus), често и човек (Homo sapiens), домашна овца (Ovis aries), черноопашат елен (Odocoileus hemionus), койот (Canis latrans) и американска черна мечка (Ursus americanus).
  - Междинни гостоприемници: Fannia canicularis и Fannia benjamini
  - Разпространение: западната част на Северна Америка

- Thelazia callipaeda (Railliet & Henry, 1910)
  - Крайни гостоприемници: типични гостоприемници куче (Canis familiaris), котка (Felis catus) и човек (Homo sapiens); по-рядко при вълк (Canis lupus), енотовидно куче (Nyctereutes procyonoides), червена лисица (Vulpes fulva), заек подземник (Oryctolagus cuniculus).[4]
  - Междинни гостоприемници: Amiota (Phortica) variegata в Европа и Phortica okadai в Китай)
  - Разпространение: Азия и Европа

- Thelazia erschowi (Oserskaja, 1931)
  - Крайни гостоприемници: свиня (Sus domesticus)
  - Междинни гостоприемници: Неизвестен
  - Разпространение: Страни от бившия СССР

- Thelazia gulosa (Railliet & Henry, 1910)
  - Крайни гостоприемници: як (Bos grunniens) и говедо (Bos taurus)
  - Междинни гостоприемници: Musca autumnalis в Европа и Северна Америка, Musca larvipara в Украйна, Musca vitripennis на Крим и Musca amica в Далечния изток
  - Разпространение: Азия, Европа и Северна Америка

- Thelazia lacrymalis (Gurlt, 1831)
  - Крайни гостоприемници: кон (Equus caballus) и говедо (Bos taurus)
  - Междинни гостоприемници: Musca autumnalis и Musca osiris
  - Разпространение: Азия, Европа, Северна и Южна Америка

- Thelazia leesei (Railliet & Henry, 1910)
  - Крайни гостоприемници: едногърба камила (Camelus dromedarius) и двугърба камила (Camelus bactrianus)
  - Междинни гостоприемници: Musca lucidulus
  - Разпространение: Страни от бившия СССР и Индия

- Thelazia rhodesii (Desmarest, 1828)
  - Крайни гостоприемници: основно Кухороги - говедо (Bos taurus), бивол (Bubalus bubalis), зебу (Bos indicus), бизон (Bison bonasus), понякога коне (Equus caballus), овце (Ovis aries), едногърби камили (Camelus dromedarius) и кози (Capra hircus)
  - Междинни гостоприемници: Musca autumnalis, Musca larvipara и Musca sorbens
  - Разпространение: Африка, Азия и Европа

- Thelazia skrjabini (Erschow, 1928)
  - Крайни гостоприемници: говедо (Bos taurus) и як (Bos grunniens)
  - Междинни гостоприемници: Musca autumnalis, Musca vitripennis и Musca amica
  - Разпространение: Европа и Северна Америка

## Лечение на телазиоза
То е съпроводено както с механичното, така и с отстраняване на паразитите с помощта на препарати. Използва се тампон напоен с борна киселина, лизол, луголов разтвор или карболова киселина. Извършват се неколкократни промивки. Конюнктивитите се лекуват съобразно правилата. За профилактика е важно използването на репелентни средства при хората и извършването на дезинсекции в районите на фермите, където са концентрирани голям брой селскостопански животни.